# 通州 (江蘇)
通州是古代江蘇南通的称呼。
後周显德五年（958年）改静海军置，治所在静海县（今江苏省南通市）。北宋天圣元年（1023年）改名崇州。明道二年（1033年）复为通州。属淮南东路。辖境相当今江苏省南通、海门、如皋、如东、通州等市县地。元朝至元十五年（1278年）改为通州路，二十一年复为州。
明朝洪武初年，附郭静海县省入州。隶属于南直隶扬州府。清朝時升為通州直隸州。1912年改本州為南通縣。